# Giovanni Anastasio Pozzobon
Giovanni Anastasio Pozzobon (Treviso, 10 agosto 1713 – Treviso, 10 luglio 1785) è stato un poeta e tipografo italiano, autore dell'almanacco Schiesón Trevisan.

## Biografia
Incline alla poesia, incominciò fin da giovane a comporre testi in dialetto trevigiano. Fu per necessità tipografo prima a Treviso, poi a Padova, presso la Stamperia Conzati, quindi, a partire dal 1744, nuovamente nella città natia, presso la Tipografia Bergami. 
Nello stesso anno pubblicò il suo primo Pronostego (pronostico) intitolato Schieson Trevisan, diffusissimo almanacco contenente predizioni astrologiche sulle stagioni e sugli eventi umani, che continuò a redigere personalmente fin ch'ebbe vita. Vista la grande fortuna (i poligrafi ottocenteschi arrivano a ipotizzare l'incredibile numero di 80000 copie, in seguito ridimensionato ad 8000), ottenne nel 1774 dal Senato veneto il privilegio esclusivo.
Sposatosi nel 1766 all'età di 53 anni, ebbe tre figli. Tra questi, Antonio curò, nel 1788, l'edizione postuma in cinque volumi (il primo a Treviso, gli altri a Padova) dei sonetti ed epigrammi paterni di satira blanda dell'amore, delle donne, del matrimonio.
La sua tomba si trovava nel chiostro delle Canoniche Vecchie. Collezionista dilettante, lasciò una collezione di monete e medaglie, sì romane che del medio evo.

## Opere
Epigrammi:
- Arguta risposta
- Fragilità della bellezza
- Il buon esempio
- Il consulto
- Il debitore
- Il guercio e il gobbo
- Il millantatore
- Il vecchio innamorato
- Il vestito immodesto
- L'amor proprio
- La fortuna
- La mercanzia esibita
- La moglie affogata
- La moglie collerica
- Le donne
- L'imprudenza punita
- Morte d'una moglie
- Peso della moglie
- Rimedio contro l'amore
- Risposta d'un guercio
- Storia di Rodope
- Un amante avaro
- Un debitore
- Vanto d'una moglie
- Virtù senza denari

Sonetti:
- Difficoltà dello scrivere in vernacolo
- Disgrazie dei maritati
- Invettiva contro le donne
- La dichiarazione
- La ritrosia
- La scelta della moglie
- Per la morte d'un figliuolo dell'autore
- Per sposalizio
- Raccomandazione del Museo dell'Autore
- Un sogno

"Cingaresca": L'astrologo